# قرار الجمعية العامة للأمم المتحدة ES-10/L.23
قرار الجمعية العامة للأمم المتحدة ES-10/L.23 هو قرار للدورة الاستثنائية الطارئة العاشرة للجمعية العامة للأمم المتحدة لمناقشة «الأعمال الإسرائيلية غير القانونية في القدس الشرقية المحتلة وبقية الأرض الفلسطينية المحتلة» و «حماية السكان المدنيين الفلسطينيين». مشروع القرار صاغته الجزائر وتركيا ودولة فلسطين، وحصل على أغلبية حيث كانت على النحو الآتي: 120 صوتًا مؤيدًا مقابل ثمانية أصوات معارضة، وامتناع 45 عضوًا عن التصويت.

## نص القرار
النص الكامل للقرار:
إن الجمعية العامة، 
إذ تشير إلى قراراتها ذات الصلة بقضية فلسطين.
وإذ تشير أيضا إلى قراراتها ذات الصلة بحماية المدنيين، بما في ذلك القرار (71/144) المؤرخ في 13 كانون الأول/ ديسمبر 2016، بشأن حالة البروتوكولين الإضافيين لاتفاقيات جنيف المعقودة في عام 1949 المتعلقين بحماية ضحايا المنازعات المسلحة، والقرار (72/131) المؤرخ في 11 كانون الأول/ديسمبر 2017 بشأن سلامة وأمن العاملين في مجال تقديم المساعدة الإنسانية وحماية موظفي الأمم المتحدة، والقرار (72/175) المؤرخ في 19 كانون الأول/ ديسمبر 2017، بشأن سلامة الصحفيين ومسألة الإفلات من العقاب.
وإذ تشير كذلك إلى تقارير الأمين العام ذات الصلة، بما في ذلك التقرير الأخير الصادر في 14 أيار/ مايو 2018، بشأن حماية المدنيين في النزاعات المسلحة.
وإذ تشير إلى جميع قرارات مجلس الأمن ذات الصلة.
وإذ تشير أيضا إلى البيان الصادر عن رئيس مجلس الأمن في 28 يوليو/تموز 2014.
وإذ تضع في اعتبارها الرسالة المؤرخة في 21 أكتوبر/تشرين الأول 2015، الموجهة من الأمين العام إلى رئيس مجلس الأمن الدولي.
وإذ تشير إلى قرارات مجلس الأمن بشأن حماية المدنيين في النزاعات المسلحة، وكذا قراراته وبياناته الرئاسية الأخرى ذات الصلة بالموضوع.
وإذ تعيد تأكيد واجب احترام وكفالة احترام القانون الدولي الإنساني في جميع الأحوال وفقا للمادة 1 من اتفاقيات جنيف المؤرخة في 12 أغسطس/آب 1949.
وإذ تعرب عن قلقها البالغ من تصاعد أعمال العنف ومظاهر التوتر وتدهور الوضع في الأرض الفلسطينية المحتلة، بما فيها القدس الشرقية، ولا سيما منذ 30 مارس/آذار 2018، وعن جزعها العميق تجاه من فقدوا أرواحهم من المدنيين ومن ارتفاع عدد المصابين الذين سقطوا من بين المدنيين الفلسطينيين، وبخاصة في قطاع غزة، بما في ذلك الإصابات التي وقعت في صفوف الأطفال، من جراء أعمال القوات الإسرائيلية.
وإذ تدين جميع أعمال العنف ضد المدنيين، بما فيها أعمال الإرهاب، وكذلك جميع أعمال الاستفزاز والتحريض والتدمير.
وإذ تعيد تأكيد الحق في التجمع السلمي والتظاهر، وحرية التعبير وتكوين الجمعيات.
وإذ تؤكد الحاجة إلى بحث تدابير للمساءلة، وتشدد في هذا الصدد على أهمية كفالة إجراء تحقيقات مستقلة وشفافة وفقا للمعايير الدولية.
وإذ يثير جزعها تفاقم الأزمة الإنسانية الخطيرة في قطاع غزة، وتشدد على ضرورة التوصل إلى حل دائم لهذه الأزمة بما يتماشى مع القانون الدولي.
وإذ تؤكد أن النزاع المسلح يؤثر بشكل خاص في النساء والأطفال، بمن فيهم اللاجئون والمشردون، وفي غيرهم من المدنيين الذين قد يعانون من أوجه ضعف محددة، بمن فيهم الأشخاص ذوو الإعاقة والمسنون، وإذ تؤكد ضرورة قيام مجلس الأمن والدول الأعضاء بزيادة تعزيز حماية المدنيين.
وإذ تشير إلى أن التوصل إلى حل دائم للنزاع الإسرائيلي – الفلسطيني لا يمكن أن يتم إلا بالوسائل السلمية وفقا للقانون الدولي وقرارات الأمم المتحدة المتخذة بهذا الشأن ومن خلال مفاوضات مباشرة ذات مصداقية.
وإذ تؤكد أن قطاع غزة يشكل جزءا لا يتجزأ من الأرض الفلسطينية المحتلة في عام 1967.
وإذ تعيد تأكيد حق جميع دول المنطقة في العيش في سلام ضمن حدود آمنة ومعترف بها دوليا:-
1- تدعو إلى الاحترام التام من قِبَل جميع الأطراف للقانون الدولي لحقوق الإنسان والقانون الدولي الإنساني، بما في ذلك ما يتعلق بحماية السكان المدنيين، وتكرر تأكيد ضرورة اتخاذ الخطوات المناسبة لكفالة سلامة المدنيين ورفاههم وتأمين حمايتهم، وضمان المساءلة عن جميع الانتهاكات.
2 – تشجب أي استخدام من جانب القوات الإسرائيلية للقوة بشكل مفرط وغير متناسب وعشوائي ضد المدنيين الفلسطينيين في الأرض الفلسطينية المحتلة، بما فيها القدس الشرقية، وبخاصة في قطاع غزة، ويشمل ذلك استخدامها الذخيرة الحية ضد المتظاهرين المدنيين، بمن فيهم الأطفال، وضد الأفراد الطبيين والصحافيين، وتعرب عن قلقها البالغ إزاء الخسائر في أرواح الأبرياء.
3 – تطالب إسرائيل، السلطة القائمة بالاحتلال، بأن تمتنع عن القيام بمثل تلك الأعمال وأن تتقيد تقيدا تاما بالالتزامات والمسؤوليات القانونية الواقعة على عاتقها بموجب اتفاقية جنيف الرابعة المتعلقة بحماية المدنيين وقت الحرب، المؤرخة 12 آب/أغسطس 1949.
4 – تشجب أي أعمال من شأنها أن تثير العنف وتعرض أرواح المدنيين للخطر، وتدعو جميع الجهات الفاعلة إلى كفالة الحفاظ على الطابع السلمي للاحتجاجات.
5 – تشجب أيضا إطلاق القذائف من قطاع غزة صوب مناطق مدنية إسرائيلية.
6 – تدعو إلى اتخاذ خطوات عاجلة لكفالة وقف فوري ودائم لإطلاق النار يتم التقيد به تماما.
7 – تدعو أيضا إلى ممارسة أقصى درجات ضبط النفس والهدوء من قبل جميع الأطراف، وتؤكد ضرورة اتخاذ تدابير فورية وملموسة لتحقيق استقرار الوضع وعكس الاتجاهات السلبية على أرض الواقع.
8 – تؤكد ضرورة التصدي لحالات النزاع المسلح التي يستهدف فيها المدنيون أو يعرقل فيها عمدا وصول المساعدة الإنسانية إلى المدنيين، بسبل تشمل النظر في التدابير المناسبة التي يمكن أن تتخذ وفقا لميثاق الأمم المتحدة.
9 – تدعو إلى النظر في التدابير اللازمة لضمان سلامة وحماية السكان المدنيين الفلسطينيين في الأرض الفلسطينية المحتلة، بما في ذلك في قطاع غزة.
10 – تدعوأيضا إلى اتخاذ خطوات فورية من أجل إنهاء سياسة الإغلاق والقيود التي تفرضها إسرائيل على حركة التنقل والوصول إلى قطاع غزة والخروج منه، بما في ذلك عن طريق فتح معابر قطاع غزة بشكل مستمر من أجل مرور المعونة الإنسانية والسلع التجارية والأشخاص وفقا للقانون الدولي، بما في ذلك ما يتعلق منه بالمتطلبات الأمنية المشروعة.
11 – تطالب جميع الأطراف بالتعاون مع الأفراد العاملين في مجال المساعدة الطبية والإنسانية من أجل إتاحة وتيسير الوصول دون عوائق إلى السكان المدنيين، وتدعو إلى وقف جميع أشكال العنف والتخويف الموجهة ضد موظفي المساعدة الطبية والإنسانية.
12 – تحث على توفير المساعدة الإنسانية الفورية دون عوائق للسكان المدنيين الفلسطينيين في قطاع غزة، مع مراعاة الاحتياجات الحاسمة المتعلقة بالمواد الطبية والأغذية والمياه والوقود، وتحث على زيادة الدعم المقدم إلى وكالة الأمم المتحدة لإغاثة وتشغيل اللاجئين الفلسطينيين في الشرق الأدنى، اعترافا منها بالدور الحيوي الذي تضطلع به الوكالة، إلى جانب وكالات الأمم المتحدة والمنظمات الإنسانية، في توفير المساعدة الإنسانية والمساعدة في حالات الطوارئ، ولا سيما في قطاع غزة.
13 – تشجع على اتخاذ خطوات ملموسة صوب تحقيق المصالحة بين الفلسطينيين، بما في ذلك دعما لجهود الوساطة التي تبذلها مصر، وخطوات محددة نحو إعادة توحيد قطاع غزة والضفة الغربية تحت السلطة الفلسطينية الشرعية وكفالة سير أعمالها على نحو فعال في قطاع غزة.
14 – ترحب بانخراط الأمين العام ومنسق الأمم المتحدة الخاص لعملية السلام في الشرق الأوسط والممثل الشخصي للأمين العام لدى منظمة التحرير الفلسطينية والسلطة الفلسطينية وتحثهما على مواصلته من أجل تقديم المساعدة، بالتعاون مع الشركاء المعنيين، للجهود المبذولة في سبيل الخفض الفوري للتوتر الذي يشوب الوضع، والتصدي على نحو عاجل للاحتياجات القائمة في مجال البنية التحتية والمساعدة الإنسانية والتنمية الاقتصادية، بما في ذلك عن طريق تنفيذ المشاريع التي تقرُّها لجنة الاتصال المخصصة لتنسيق المساعدة الدولية المقدمة إلى الشعب الفلسطيني.
15 – تطلب إلى الأمين العام أن يدرس الوضع الراهن وأن يقدم تقريرا خطيا في أقرب وقت ممكن، وفي أجل أقصاه 60 يوما من تاريخ اتخاذ هذا القرار، يتضمن، في جملة أمور، مقترحاته بشأن سبل ووسائل كفالة سلامة السكان المدنيين الفلسطينيين وتمتعهم بالحماية والرفاه تحت الاحتلال الإسرائيلي، تشمل، في جملة أمور، توصيات تتعلق بآلية دولية للحماية.
16 – تدعو إلى بذل جهود متجددة وعاجلة تفضي إلى تهيئة الظروف اللازمة لإجراء مفاوضات ذات مصداقية بشأن جميع مسائل الوضع النهائي من أجل وضع حد، دون تأخير، للاحتلال الإسرائيلي الذي بدأ في عام 1967 والتوصل إلى سلام شامل وعادل ودائم استنادا إلى الرؤية المتمثلة في منطقة تعيش فيها دولتان ديمقراطيتان، هما إسرائيل وفلسطين، جنبا إلى جنب في سلام ضمن حدود آمنة ومعترف بها، على أساس قرارات الأمم المتحدة ذات الصلة بالموضوع، ومرجعيات مدريد، بما فيها مبدأ الأرض مقابل السلام، ومبادرة السلام العربية وخريطة الطريق التي وضعتها المجموعة الرباعية على النحو الذي يدعو إليه قرار مجلس الأمن 2334 لعام 2016 وقرارات المجلس الأخرى ذات الصلة بالموضوع.

17 – تقرر رفع الدورة الاستثنائية الطارئة العاشرة مؤقتا، والإذن لرئيس الجمعية العامة في أحدث دوراتها باستئناف انعقاد الدورة الاستثنائية بناء على طلب من الدول الأعضاء”.